# Monticelli Brusati
Monticelli Brusati é uma comuna italiana da região da Lombardia, província de Bréscia, com cerca de 3.605 habitantes. Estende-se por uma área de 10 km², tendo uma densidade populacional de 361 hab/km². Faz fronteira com Iseo, Ome, Passirano, Polaveno, Provaglio d'Iseo, Rodengo-Saiano.

## Demografia
| Variação demográfica do município entre 1861 e 2011                               |
|                                                                                   |
| Fonte: Istituto Nazionale di Statistica (ISTAT) - Elaboração gráfica da Wikipedia |